# 孔西廖迪鲁莫
孔西廖迪鲁莫（義大利語：Consiglio di Rumo），曾是意大利科莫省的一个市镇。总面积16平方公里，人口1197人，人口密度74.8人/平方公里（2009年）。ISTAT代码为013076。
2011年5月16日，孔西廖迪鲁莫和另外两个市镇合并为新的格拉韦多纳联合镇。